# Tabala
Tabala (starogrško Τάβαλα, latinizirano: Tábala) je bilo starodavno mesto na severovzhodu maloazijske pokrajine Lidije blizu današnjega Burgaza, približno 15 km vzhodno od Kule v zahodni Turčiji. Mesto se je nahajalo na severnem bregu reke Hermos. Od njega so ostale komaj prepoznavne ruševine. Velikost Tabale je sporna, sicer pa je znana iz tam kovanih novcev in številnih napisov. Med napisi je najpomembnejša peticija rimskemu cesarju Pertinaksu iz leta 193 n. št., v kateri so se vojaki pritoževali, da brez razloga izvajajo rekvizicije. V rimskih časih je Tabala pripadala sodnemu okrožju (conventus) Sard v rimski provinci Aziji. V pozni antiki je bil v Tabali sedež škofije.